# Mongoose-V
Der Mongoose-V ist ein gegen harte Strahlung geschützter Mikroprozessor, der für den Einsatz in Raumfahrzeugen entwickelt wurde. Er stellt eine auf 10–15 MHz erweiterte Version der MIPS-R3000-CPU dar. Der von Synova entwickelte Mongoose-V wurde erstmals in dem Satelliten Earth Observing-1 eingesetzt. Außerdem kam er im Satelliten ICESat und in der Raumsonde Microwave Anisotropy Probe (MAP) der NASA zum Einsatz.

## Technische Daten
Die Taktfrequenz beträgt 10 MHz. Eine andere Version ist mit 5 MHz getaktet. Die Anzahl Transistoren beträgt 0,11 Mio. bei einer Strukturgröße von 1,2 µm. Der Datenbus hat eine Durchsatzrate von 32 Bit und der Adressbus von 64 Bit. Der direkt adressierbare Speicher beträgt 16 MiB. Der  Befehlszyklus ist 10 ns. Der Prozessor verfügt über dezimale, binäre und doppeltgenaue Arithmetik und ein 256-Pin-QF-Package.

## Aufbau

### Anschlussbelegung und Funktion
| Bezeichnung (Symbol) | Pin       | Eing. (E), Ausg. (A) | Funktion |
| -------------------- | --------- | -------------------- | --- |
| A0 – A32, AH         | 223 – 256 | A                    | Adressbus höherwertige 32 Bit der Speicher- oder Portadresse |
| D0 – D31             | 3 – 34    | E                    | Datenbus |
| PEN_N                | 38        | E                    | Paritiy Enable Signal 1:Um DP_0- DP_3 Pins zu aktivieren. |
| DP_0- DP_3           | 39 – 42   | E                    | Dataparitiy |
| STALL                | 50        | A                    | Stall |
| RD_N                 | 120       | A                    | Read, Lesen (Low-aktiv) 0 → CPU hat den Datenbus freigegeben und erwartet Daten vom Speicher oder Eingabeport 0 ↑ 1 (steigende Flanke) → CPU übernimmt die Daten vom Datenbus |
| RT_N                 | 121       | A                    | Read Transaction, Lesen (Low-aktiv) |
| WR_0N- WR_3N         | 123- 126  | E                    | Write Enable |
| WR                   | 31        | A                    | Write, Schreiben (Low-aktiv) 0 → CPU zeigt an, dass gültige Daten auf dem Datenbus liegen                                                                                     |
| INTR INT_0- INT_5    | 44- 48    | E                    | Interrupt Request |
| INTMASK              | 49        | E                    | Interruptmask |
| INTA                 | 11        | A                    | Interrupt Acknowledge, Unterbrechungsannahme Wird nach Annahme eines INTR anstelle von RD verwendet → Aktivierung eines Interruptbausteines                                   |
| RESET_N              | 36        | E                    | Reset Input, Rücksetz-Eingang System Reset |
| SYSCLK               | 103       | E                    | Takteingang |
| VCC +5 V             | 40        |                      | Versorgungsspannung (+5 V) |
| VSS GND              | 20        |                      | Masse (0 V) |

### Register
Der Mongoose-V verfügt über 32 32-Bit-General-Purpose-Register sowie über 15 32-Bit-Spezialregister. Das Hi/Lo-Registerpaar wird benutzt um Operanden und Resultate an Multiplikator bzw. Teiler zu schicken.
| Register | Register                                           |
| Reg      | Funktion / Bedeutung                               |
| -------- | -------------------------------------------------- |
| r0       | Hardwire Zero                                      |
| r1       | allg. Register (32 Bit)                            |
| r2       | allg. Register (32 Bit)                            |
| …        | allg. Register (32 Bit)                            |
| r31      | allg. Register (32 Bit)                            |
| HI       | Multiplikator und Teiler (32 Bit)                  |
| LO       | Multiplikator und Teiler (32 Bit)                  |
| IC       | Befehlszähler (64 Bit)                             |
| TAR      | Rücksprung-Adressspeicher (32 Bit)                 |
| EPR      | Haltwert-Adressspeicher (32 Bit)                   |
| RIR      | CPU-ID-Speicher (32 Bit)                           |
| D/C-ICR  | Cache-Test-Bit und Breakpoint-Control-Bit (32 Bit) |

## Bisherige Verwendung
- Earth Observing-1 (EO-1)
- Microwave Anisotropy Probe (MAP) der NASA
- Space Technology 5 der NASA
- CONTOUR
- TIMED
- New Horizons